# Hubenayné Magda Lujza
Hubenayné Magda Lujza, Magda Zsuzsanna Ludovika (Rozsnyó, 1818. július 31. – Pest, 1844. augusztus 30.) magyar színésznő.

## Pályafutása
Atyja nemes Magda József városi tanácsos, anyja nemes Sikur Eszter volt (a szülők 1811. november 24-én kötöttek házasságot Rozsnyón). 10 éves korában árvaságra jutott és így idősebb testvére, Magda Teréz, a későbbi Farkas Józsefné, ismert magyar színésznő, vette őt gondviselés alá. Már mint gyermekszereplő játszott Balla Károly és Pergő Celesztin, később Kilényi Dávid társulatánál, midőn pedig Komlóssy Ferenc Kassán volt, annak gondjaira bízták, aki úgy a táncban, mint az énekben kiképeztette. Első föllépése 1835. május 7-én volt »Benjámin Lengyelországban« c. vígjátékban, a szende Bianka szerepében. Magda Lujza ekkor 17 éves volt és a siker fényesen jutalmazta pártfogóinak áldozatkészségét. 1836. április 21-én Kassán Hubenay Ferenc neje lett. 1837. augusztus 22-én a Nemzeti Színházhoz szerződött, nemsokára azonban vidéki meghívást fogadott el, de csakhamar újra visszatért a Nemzeti Színház kötelékébe, ahol 1840. október 5-én, mint vendég fellépett az »Örökké« c. Sardou-vígjáték Matilde szerepében. Október 7-én pedig Töpfer: »Falusi egyszerűség« Sárika szerepében már mint szerződött tag lépett fel. Utolsó fellépte 1844. július 26-án volt Scribe: »Egy pohár víz« c. vígjátékában, Abigail szerepében. Elhunyt életének 26., színészi pályájának 14. évében. Halálát Vörösmarty Mihály is megénekelte, versének utolsó sorai: »Eltüntél, elhangzottal, de mi hű szíveinkben, Még sok időkön túl hallani, látni." A gyászbeszédet Szigligeti Ede mondotta. A Váci út melletti sírkertben helyezték nyugalomra 1844. augusztus 31-én.

## Fontosabb szerepei
- Bianca (Cuno: Benjámin Lengyelországból)
- Matild (Scribe: Örökké)
- Rózsa (Szigligeti Ede: Micbán családja)
- Smike (Dinaux–Goubaux–Lemoine: Az árva fiú és a londoni koldusok)
- Abigél (Scribe: Egy pohár víz)